# Nueva Generación Dinamita
Nueva Generación Dinamita es un stable heel de lucha libre profesional quienes está formado por El Cuatrero, Sansón y Forastero, actualmente compiten en Lucha Libre AAA Worldwide (AAA).
Dentro de sus logros, está el haber sido Campeones en Parejas de la Arena Coliseo, ganados por El Cuatrero y Sanson, una vez Campeón Mundial de Peso Medio del CMLL y una vez Campeones Nacionales de Tercias ganados como equipo.

## Historia

### Consejo Mundial de Lucha Libre (2015-2021)
A fines de 2015, Sansón y El Cuatrero (hijos de Cien Caras) se unieron a Forastero (un sobrino de todo el grupo de Los Capos) para crear "Nueva Generación Dinamita", el equipo más tarde ganó el Campeonato de Tríos de Occidente. Los tres participaron en la Copa Junior 2017. Cuatrero se colocó en el bloque A y Sansón y Forastero se colocaron en el Bloque B. cuatrero derrotada El Pantera y aviones no tripulados antes de perder ante el eventual ganador Soberano Jr. Forastero venció a Stigma antes de ser eliminado por Blue Panther Jr. y Sansón venció a Star Jr., Blue Panther Jr. y Esfinge clasificándose para las finales donde fue derrotado por Soberano Jr., los tres participaron en el Torneo Gran Alternativa donde un joven luchador se enfrenta con un luchador mayor y más experimentado.
Para el torneo Sansón se asoció con Último Guerrero, Forastero con Máscara Año 2000 y Cuatrero y Shocker. Sansón y Último Guerrero derrotaron a Pegasso y Blue Panther y Atlantis y Esfinge antes de perder ante Soberano Jr. y Carístico en las finales. Shocker y Cuatrero derrotaron a Stigma y Titán. Antes de perder ante Esfinge y Atlantis. Forastero y Máscara Año 2000 perdieron ante Atlantis y Esfinge, no lograron superar la primera ronda.
El 22 de julio de 2017, Sansón y Cuatrero derrotaron a Black Terry y Negro Navarro ganando el Campeonato en Parejas de la Arena Coliseo del CMLL. El 25 de julio, el equipo derrotó a Mephisto, Luciferno y Ephesto para ganar el Campeonato Nacional de Tríos de México. En el 84th Aniversario del CMLL, perdieron ante Diamante Azul, Marco Corleone y Valiente. El 3 de noviembre, el equipo participó en un torneo cibernético para coronar al primer campeón del Rey del Inframundo el CMLL, también con Hechicero, Místico, Diamante Azul, Soberano Jr. y Valiente, que vio a Sansón pin Soberano ganar el combate y el campeonato.

### Lucha Libre AAA Worldwide (2021-presente)
El 14 de agosto de 2021, el stable hicieron su debut en la empresa rival AAA en Triplemanía XXIX atacando a Mr. Iguana luego de su lucha de Copa Triplemanía Bardahl la cual ganó el último.

## Campeonatos y logros
- Consejo Mundial de Lucha Libre
  - Campeonato Mundial de Peso Medio del CMLL (1 vez) - Cuatrero
  - Campeonato Mundial de Tríos del CMLL (1 vez)
  - Campeonato de Tríos de Occidente CMLL (1 vez)
  - Campeonato en Parejas de la Arena Coliseo del CMLL (1 vez) - Sansón & Cuatrero (1)
  - Campeonato Nacional de Tríos (1 vez)

- Lucha Libre AAA Worldwide
  - Campeonato Mundial en Parejas de AAA (2 veces) - Forastero & Sansón
  - Campeonato Mundial de Tríos de AAA (1 vez)